# رنه بیتورایاتس
رنه بیتورایاتس (کرواتی: Rene Bitorajac؛ زادهٔ ۲ مارس ۱۹۷۲) بازیگر اهل جمهوری فدرال سوسیالیستی یوگسلاوی است. وی از سال ۱۹۸۱ میلادی تاکنون مشغول فعالیت بوده‌است.
از فیلم‌ها یا برنامه‌های تلویزیونی که وی در آن نقش داشته است، می‌توان به درمانگاه کوچک ما، درمانگاه کوچک ما و سرزمین هیچ‌کس اشاره کرد.